# 田庄站
田庄站是一个津山铁路上的铁路车站，位于河北省唐山市丰南区田庄乡，建于1887年，目前为四等站，邮政编码为063308。目前客运：办理旅客乘降；不办理行李、包裹托运；货运：办理整车货物发到；不办理危险货物发到。